# NGC 2713
NGC 2713 (другие обозначения — UGC 4691, MCG 1-23-6, ZWG 33.28, IRAS08547+0306, PGC 25161) — спиральная галактика с перемычкой в созвездии Гидры. Открыта Альбертом Мартом в 1864 году.
Этот объект входит в число перечисленных в оригинальной редакции «Нового общего каталога».
В 1968 году в галактике вспыхнула сверхновая SN 1968E типа Ia. Её пиковая видимая звёздная величина составила 14,3. Спектр этой сверхновой сравнивался со спектром сверхновой типа I, вспыхнувшей в 1967 году в галактике NGC 3389, и хотя спектры оказались в целом схожими, были и значительные различия: например, различаются эмиссионные линии вблизи 5000 ангстрем, а линия нейтрального кислорода на длине волны 5577 ангстрем полностью отсутствовала в сверхновой в NGC 2713, но была довольно заметна в сверхновой в NGC 3389.